# Pilmersreuth an der Straße

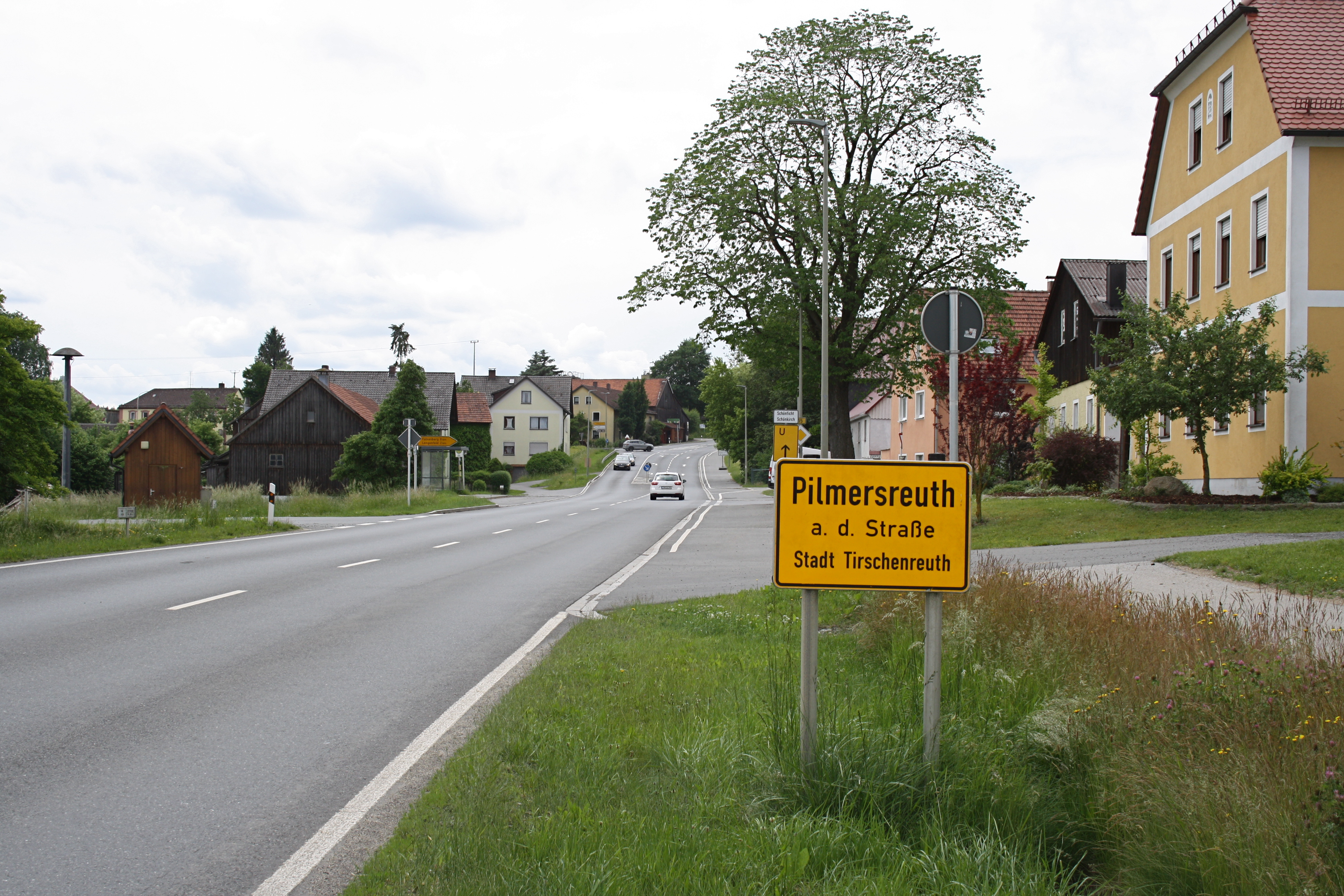
Pilmersreuth an der Straße IMG 3326

Pilmersreuth an der Straße ist ein Gemeindeteil der Oberpfälzer Kreisstadt Tirschenreuth. Der landwirtschaftlich geprägte Ort gehörte zur Gemeinde Lengenfeld bei Tirschenreuth, die am 1. Juli 1972 aufgelöst wurde. Zusammen mit dem Ort Lengenfeld kam Pillmersreuth an der Straße zu Tirschenreuth.

## Lage
Pilmersreuth ist ein kleines Dorf, das etwa sechs Kilometer südwestlich vom Tirschenreuther Stadtkern auf etwa halber Strecke zwischen Tirschenreuth und Plößberg liegt.

## Infrastruktur
Die Siedlungsstruktur des Ortes verläuft entlang der Bundesstraße 15, die Tirschenreuth mit Weiden in der Oberpfalz verbindet. Eine ÖPNV-Anbindung nach Tirschenreuth und Weiden besteht durch das Busunternehmen Eska Stiftlandkraftverkehr.

## Persönlichkeiten
- Melasia Zölch (1902–1944), Steyler Missionsschwester und Märtyrin